# Галлуа, Люсьен
Люсьен Луи Жозеф Галлуа (фр. Lucien Louis Joseph Gallois; 21 февраля 1857, Мец — 21 марта 1941, Париж) — французский географ.
Студент Высшей нормальной школы в Париже, где брал уроки у Поля Видаля де ла Блаша (1845–1918). В 1884 году он получил степень агреже, позже стал лектором в главном корпусе Парижского университета (Сорбонне) (1893). С 1898 по 1907 год он был профессором географии в Высшей нормальной школе, а затем профессором Сорбонны, где и оставался до выхода на пенсию в 1927 году.
Галлуа внёс большой вклад в Географический журнал Annales de géographie, который он, вместе со своим наставником Полем Видалем де ла Блашем, и основал . После смерти Видаля де ла Блаша в 1918 году он принял на себя руководство Géographie Universelle, крупным проектом, целью которого было изучение региональной географии всего мира.
Галлуа проявлял большой интерес к области картографии и истории географии, о чём свидетельствует крупное исследование 1890 года о немецких географах эпохи Возрождения под названием Les géographes allemands de la Renaissance. Другой известной его публикацией была « Régions naturelles et noms de pays: Étude sur la région Parisienne» («Природные регионы и названия стран: исследование парижского региона»).